# Bernard L. Kowalski
Bernard (Bernie) Louis Kowalski (Brownsville (Texas), 2 augustus 1929 – Los Angeles, 26 oktober 2007) was een Amerikaans film- en televisieregisseur. Hij maakte in de jaren vijftig en zestig B-films en hij specialiseerde zich daarnaast in het regisseren van pilotafleveringen van televisieseries.

## Biografie
Bernard Kowalski werd geboren in Brownsville in Texas, maar hij groeide op in Los Angeles. Zijn vader, Francis (Frank) Joseph Kowalski (1898–1976), verhuisde hierheen om er te werken als assistent-regisseur. Bernard zelf was vijf jaar oud toen hij in de jaren dertig voor het eerst als figurant in een film verscheen. Hij was onder meer te zien in de filmreeks van de Dead End Kids en in de westerns Dodge City en Virginia City van regisseur Michael Curtiz. Hij was zestien of zeventien jaar oud toen hij zijn vader hielp achter de schermen. Hij studeerde aan de Loyola Marymount University.
In de jaren vijftig ging Kowalski ook als televisieregisseur aan het werk, voor onder meer Boots and Saddles, Broken Arrow en The Rifleman. Op verzoek van filmproducent Gene Corman regisseerde hij de B-films Hot Car Girl, Night of the Blood Beast, Attack of the Giant Leeches en Blood and Steel. Hij regisseerde tal van afleveringen van televisieseries, waaronder Mission: Impossible, Gunsmoke en Rawhide. Kowalski won in de jaren zestig voor zowel Rawhide als The Monroes een Bronze Wrangler, een Amerikaanse televisie- en filmprijs waarmee de beste westerns worden bekroond. In 1967 begon hij aan zijn eerste grote film, Krakatoa, East of Java, die in 1969 in première ging. Zijn werk als regisseur voor de serie Baretta leverde hem in 1976 een Emmy-nominatie op. In de jaren tachtig regisseerde hij afleveringen van Magnum, P.I. en Knight Rider.

## Films
- Hot Car Girl (1958)
- Night of the Blood Beast (1958)
- Attack of the Giant Leeches (1959)
- Blood and Steel (1959)
- Krakatoa, East of Java (1969)
- Stiletto (1969)
- Terror in the Sky (1971)
- Black Noon (1971)
- Two for the Money (1972)
- The Woman Hunter (1972)

- Women in Chains (1972)
- The New Healers (1972)
- In Tandem (1974)
- Flight to Holocaust (1977)
- The Nativity (1978)
- Marciano (1979)
- Nightside (1980)
- Turnover Smith (1980)
- Miracle on Beekman's Place (1988)
- Nashville Beat (1990)

## Televisieseries (selectie)
- Boots and Saddles
- Broken Arrow
- The Rifleman
- Perry Mason
- The Untouchables
- The Virginian
- Rawhide
- Mission: Impossible

- Gunsmoke
- Banacek
- The Rockford Files
- Baretta
- Airwolf
- Magnum, P.I.
- Jake and the Fatman
- Baywatch Nights

- Thunder in Paradise
- Richard Diamond
- Knight Rider
- Private Detective
- The Monroes
- N.Y.P.D.
- Columbo
- Diagnosis Murder

- Bibsys: 11081641
- Biblioteca Nacional de España: XX1558960
- Bibliothèque nationale de France: cb140120890 (data)
- Gemeinsame Normdatei: 142026417
- International Standard Name Identifier: 0000 0001 1600 9198
- Library of Congress Control Number: no92029560
- Nederlandse Thesaurus van Auteursnamen: 166194441
- Système universitaire de documentation: 204651409
- Virtual International Authority File: 17419890
- WorldCat: E39PBJtcFpC9phrCBqC78ChvHC